# Klaus-Peter Kelber
Klaus-Peter Kelber (* 25. Februar 1944 in Würzburg) ist ein deutscher Fossiliensammler und Paläontologe mit Schwerpunkt Paläobotanik.

## Leben
Klaus-Peter Kelber arbeitete beruflich zunächst als Chemigraf und Soldat auf Zeit, als Musiker, Farblithograph und schließlich als Fotograf, Zeichner und Webmaster am Institut für Mineralogie der Julius-Maximilians-Universität Würzburg. Ab 1973 Aufsammlungen und Ausgrabungen von fossilen Pflanzenresten aus dem Tertiär der Rhön und dem fränkischen Keuper und deren Erforschung und wissenschaftliche Beschreibung als Amateur. Gestaltung und Mitgestaltung von Ausstellungen über fossile Keuperpflanzen in Würzburg (1990), Weimar (1993) und Heilbronn (1995). Ebenso wissenschaftsgeschichtliche Studien zur Geologie von Franken und Würzburg, ab 1997 Gestaltung des Linkverzeichnisses „Links for Palaeobotanists“ im Internet.

## Forschungsschwerpunkte
Er veröffentlicht in wissenschaftlichen Zeitschriften insbesondere zur Taphonomie, Biostratigraphie und Paläoökologie der germanotypen Triasfloren.

## Erstbeschreibungen
- Zusammen mit Gerd Geyer ist er Erstautor (valide)  der triassischen Insektengattung Triadochorista GEYER & KELBER 1987
- Zusammen mit Gerd Geyer ist er Erstautor (valide) der triassischen Insektenarten Mesoblattopsis? franconica GEYER & KELBER 1987 und Triadochorista schleeriethensis GEYER & KELBER 1987
- Zusammen mit Heinz Walter Kozur ist er Erstautor (valide) der triassischen Conchostrakenart Laxitextella freybergi KELBER & KOZUR 2007 in KOZUR & WEEMS, 2007.

## Ehrungen und Auszeichnungen
- 1998: Verleihung der Zittel-Medaille der Paläontologischen Gesellschaft[1]
- 1998: „Rolf-und-Marlies-Teichmüller-Stipendium“ der Deutschen Geologischen Gesellschaft[2]
- 1999: „Remy and Remy Award“ (zusammen mit J.H.A. van Konijnenburg-van Cittert), Paleobotanical Section, The Botanical Society of America[3]
- 2001: Akademiepreis der Bayerischen Akademie der Wissenschaften
- 2010: Benennung eines Pflanzenfossils nach Klaus-Peter Kelber: „Taeniopteris kelberi“[4]

## Mitgliedschaften
- Paläontologische Gesellschaft
- International Organisation of Palaeobotany (IOP)
- Arbeitskreis Paläobotanik und Palynologie (APP)

## Schriften
- Blatt- und Fruchtreste aus dem Jungtertiär von Wollbach, Unterfranken. In: Cour. Forsch.-Inst. Senckenberg. 42, Frankfurt am Main 1980, S. 40–42.
- mit Gerd Geyer: Flügelreste und Lebensspuren von Insekten aus dem Unteren Keuper Mainfrankens. In: Neues Jahrbuch für Geologie und Paläontologie. (= Abhandlungen. 174 (3)). Stuttgart 1987, S. 331–355.
- Was ist Equisetites foveolatus? In: Hans Hagdorn (Hrsg.): Neue Forschungen zur Erdgeschichte von Crailsheim. (= Sonderbände d. Ges. f. Naturk. in Württemberg. 1). Stuttgart 1988, S. 166–184.
- mit Gerd Geyer: Lebensspuren von Insekten an Pflanzen des Unteren Keupers. In: Cour. Forsch.-Inst. Senckenberg. 109, Frankfurt am Main 1989, S. 165–174.
- Die versunkene Pflanzenwelt aus den Deltasümpfen Mainfrankens vor 230 Millionen Jahren (= Beringeria, Sonderheft. 1). Würzburg 1990.
- mit L. Franz, T. Stachel, V. Lorenz und M. Okrusch: Plant fossils from Gross Brukkaros (Namibia) and their biostratigraphical significance. In: Communs geol. Surv. Namibia. 8, 1992/93, Windhoek 1993, S. 57–66.
- mit W. Hansch: Keuperpflanzen. Die Enträtselung einer über 200 Millionen Jahre alten Flora. (= museo. 11). Heilbronn 1995.
- mit Léa Grauvogel-Stamm: Plant-insect interactions and coevolution during the Triassic in Western Europe. In: Paleontologica Lombardia, N, S. 5, Milano 1996, S. 5–23.
- mit J. H. A. van Konijnenburg-van Cittert:  A new Rhaetian flora from the neighbourhood of Coburg, (Germany) – preliminary results. In: Proceedings 4th. Europ. Palaeobot. Palynol. Conf. Heerlen 1994 (EPPC); Meded. Ned. Inst. Toegepaste Geowetenschappen TNO, 58. Haarlem, 1997, S. 105–113.
- mit J. H. A. van Konijnenburg-van Cittert: Equisetites arenaceus from the Upper Triassic of Germany with evidence for reproductive strategies. In: Review of Palaeobotany and Palynology. 100, 1998, S. 1–26.
- Triops cancriformis (Crustacea, Notostraca): Ein bemerkenswertes Fossil aus der Trias Mitteleuropas. In: Norbert Hauschke, Volker Wilde (Hrsg.): Trias – Eine ganz andere Welt. III.16, Verlag Dr. F. Pfeil, München 1999, S. 383–394.
- mit Martin Okrusch: Athanasius Kircher retrospektiv: Pendelschläge geowissenschaftlicher Erkenntnis. In: H. Beinlich, H.-J. Vollrath, K. Wittstadt (Hrsg.): Spurensuche: Wege zu Athanasius Kircher. J.H. Röll, Dettelbach 2002, S. 137–162.
- Sterben und Neubeginn im Spiegel der Paläofloren. In: W. Hansch (Hrsg.): Katastrophen in der Erdgeschichte – Wendezeiten des Lebens. (= museo. 19). Heilbronn 2003, S. 38–59 u. 212–215
- Makroflora (Die Keuperfloren). In: G. Beutler, N. Hauschke, Edgar Nitsch, U. Vath (Hrsg.): Deutsche Stratigraphische Kommission, Stratigraphie von Deutschland IV – Keuper. (= Cour. Forsch.-Inst. Senckenberg. 253). Frankfurt am Main 2005, S. 32–41.
- mit Edgar Nitsch: Paläoflora und Ablagerungsräume im unterfränkischen Keuper (Exkursion H am 1. April 2005). In: Jber. Mitt. oberrhein. Geol. Ver., N. F. 87, Stuttgart 2005, S. 217–253.
- mit Martin Okrusch: Die geologische Erforschung und Kartierung des Würzburger Stadtgebietes von den Anfängen bis 1925. In: Mainfränkische Hefte. 105, Würzburg 2006, S. 71–115.
- Lebensbilder der Unterkeuperzeit im Spiegel der paläontologischen Forschung. In: Veröffentlichungen Naturhistorisches Museum Schleusingen. 24, Schleusingen 2009, S. 27–52.
- mit E. Kustatscher und J. H. A. van Konijnenburg-van Cittert: Danaeopsis Heer ex Schimper 1869 and its European Triassic species. In: Review of Palaeobotany and Palynology. 183, 2012, S. 32–49.